# Pavonia alia
Pavonia alia är en malvaväxtart som beskrevs av P.A. Fryxell. Pavonia alia ingår i släktet påfågelsmalvor, och familjen malvaväxter. Inga underarter finns listade i Catalogue of Life.